# Cause perdue
Pour les articles homonymes, voir Cause perdue (homonymie).
Cause perdue est le 10e épisode du feuilleton télévisé Prison Break. 

## Résumé
Kellerman et Hale ayant laissé échappé LJ, Veronica et Nick, la vice-présidente leur envoie Quinn, un autre nettoyeur qui leur donne une première leçon. Abruzzi a perdu la direction de son gang et du TP (Travail Pénitentiaire), et il convainc Scofield que la seule solution est de donner Fibonacci, pour qu’il retrouve le soutien de Falzone ; Fibonacci n’est cependant pas un ex-mafioso, mais un père de famille innocent, présent au mauvais endroit, au mauvais moment et Scofield a du mal à se résoudre à le sacrifier. Un autre prisonnier, C-Note, sa s’apprête à découvrir le plan d’évasion. Veronica enquête pour sa part sur le côté financier de l’affaire autour de Steadman ; elle se connecte à Internet depuis la cabane, mais elle est repérée par Quinn...

## Informations complémentaires

### Chronologie
- Cet épisode se déroule les 2 et 3 mai.

### Divers
- C-Note découvre le plan de Michael et intègre lui aussi l'équipe d'évasion en faisant chanter Michael. C'est le 6e membre de l'équipe.
- Cet épisode comprend la première apparition de Nika, la femme de Michael Scofield, bien que non nommée sur le moment. Elle dénonce Falzone aux autorités canadiennes à la demande de son mari qui a tendu un piège au mafieux.